# Maïté
Pour les articles homonymes, voir Ordonez, Badet et Maïté.
Marie-Thérèse Ordonez (née Badet), dite Maïté, née le 2 juin 1938 à Rion-des-Landes (Landes) et morte le 21 décembre 2024 dans la même ville, est une restauratrice, auteur d'ouvrages culinaires, animatrice de télévision et de radio française.
Elle est surtout connue du grand public pour avoir animé des émissions télévisées culinaires dont La Cuisine des mousquetaires avec Micheline Banzet et À table ! sur France 3, de 1983 à 1999.
Actrice de façon ponctuelle, elle est le personnage principal du long métrage Le Fabuleux Destin de madame Petlet (1995). Elle a aussi joué dans quelques autres films, dans des téléfilms et des spots publicitaires ainsi qu'au théâtre.

## Biographie

### Famille et études
Maïté, née Marie-Thérèse Badet, est originaire de Rion-des-Landes. Elle est issue d'une fratrie de sept enfants. Ses parents sont cultivateurs et Maïté les aide au labourage des champs.
Élève à Rion-des-Landes, elle quitte l'école à 14 ans.
En 1959, elle épouse Jean-Pierre Ordonez, dit « Pierrot » (1936-2020). Leur fils unique, Serge, meurt en 2013 à l'âge de 52 ans, des suites d'un cancer. Elle a deux petites-filles, Perrine (née en 2000) et Camille (née en 2001). Camille participe à l'émission Objectif Top Chef en 2018.

### Premiers métiers
Maïté travaille d'abord comme bonne à Paris. Revenue dans les Landes, elle travaille dans un restaurant les journées du samedi et les dimanches midi. Ensuite elle exerce, pendant vingt-deux ans, le métier d'annonceuse à la SNCF : elle est chargée d'alerter, au moyen d'une trompette, les ouvriers des voies ferrées avant qu'un train n'arrive, afin qu'ils lui laissent le passage, et ce dans les départements des Landes et des Pyrénées-Atlantiques.
Alors que le réalisateur Patrice Bellot recherche une personne pour présenter une nouvelle émission culinaire à la télévision, il repère Maïté, à l'occasion d'un reportage sur l'équipe de rugby de Rion-des-Landes, qui a l'habitude de cuisiner bénévolement pour les joueurs les dimanches soir pour la « troisième mi-temps ».

### Succès médiatique

#### Émissions culinaires à la télévision et à la radio
Peu après, Maïté commence à animer l'émission culinaire La Cuisine des mousquetaires en compagnie de Micheline Banzet, avec qui elle sera associée du premier au dernier numéro. L'émission, qui débute le 22 octobre 1983, est tout d'abord diffusée sur FR3 Aquitaine puis passe en national en 1991 sur FR3 (devenue France 3 en 1992). Elle est également retransmise sur la chaîne francophone TV5.
Le programme, d'abord tourné chez Maïté elle-même puis en studio, sera composé d'un millier d'épisodes. Les différentes interventions télévisuelles de Maïté donneront naissance à des moments cultes, notamment sa dégustation très particulière d'ortolan en 1984, ou encore en 1992 lors d'une recette au cours de laquelle elle assomme, à l'aide d'un pilon de mortier, une anguille quelque peu récalcitrante.
Parallèlement, elle co-anime en 1996 sur la station Sud Radio l'émission Du rire à la table, en compagnie de Bernard Mabille. L'année suivante, elle anime, sur la même station, Les Recettes de Maïté. Ces deux émissions quotidiennes étaient retransmises en direct.
Après l'arrêt à la télévision de La Cuisine des mousquetaires le 5 septembre 1997, Maïté présente, quotidiennement et toujours sur France 3, l’émission À table !. Dans cette émission, elle reçoit des personnalités et des jeunes talents à ses côtés comme Philippe Etchebest ou Hélène Darroze, peu connus à l'époque. Le programme prend fin le 31 décembre 1999, remplacé par l'émission de Joël Robuchon, Bon appétit bien sûr.
À partir de 2004, elle participe sur la chaîne Escales au magazine culinaire Les 400 goûts, qui évoque des spécialités régionales françaises, émission diffusée ensuite en 2006 sur Cuisine.TV[réf. souhaitée].
On la voit également, en 1997 et 2005, dans deux épisodes de l'émission de vulgarisation scientifique C'est pas sorcier sur France 3, intitulés tous deux « Le cèpe à sorcier »,.
Dans les années 2000, elle est régulièrement invitée dans de nombreuses émissions de télévision et de radio pour assurer la promotion de ses ouvrages culinaires.
En 2005 et 2006, elle est marraine des émissions Oui chef ! et Chef, la recette ! diffusées sur M6, toutes deux animées par Cyril Lignac.
Durant l'été 2023, France Bleu Gascogne diffuse la chronique La Recette de Maïté que la cuisinière propose quotidiennement, depuis chez elle.

#### Diversification
Dans les années 1990 et 2000, Maïté prête son image à plusieurs marques dans des clips publicitaires. Tout d'abord, pour la lessive Bonux où son intervention est ponctuée d'une réplique devenue culte — « Y'a pas écrit bécasse, ici ! ». Elle tourne ensuite pour la marque de fromage Rondelé et les conserves William Saurin.
En 2002, elle part en immersion dans un centre de thalassothérapie pour un numéro de l'émission Vis ma vie sur TF1. Sur la même chaîne, elle est en 2003 l'une des personnalités invitées de l'émission de téléréalité Nice People. En 2004, elle participe au docu-réalité Ma nounou est une célébrité sur M6 et intervient en 2007 dans le documentaire diffusé sur France 3, À table avec les politiques.

### Restauration
En 1988, Maïté ouvre à Rion son premier restaurant, « Le Relais des Landes » dans lequel ont également lieu les enregistrements de ses émissions. Elle finit par fermer ce premier établissement avant, avec son mari, d'en ouvrir un autre en 2000 dans la même ville, « Chez Maïté », qui est mis en liquidation par le tribunal de commerce de Dax en avril 2015. Maïté n'était cependant déjà plus aux fourneaux depuis 2010, pour raisons de santé,.

### Comédienne
En 1995, Maïté tient le premier rôle du long métrage Le Fabuleux Destin de madame Petlet, réalisée par Camille de Casabianca, une comédie qui est saluée par la critique. La même année, elle apparaît dans un épisode de la série policière Van Loc sur TF1.
Elle a joué au théâtre dans la pièce La pêche à la ligne, aux côtés de Jacques Balutin et Gérard Hernandez.
En 2008, elle est l'une des voix du film d'animation Mia et le Migou.

### Mort
Marie-Thérèse Ordonez meurt dans la nuit du 20 au 21 décembre 2024 à l'Ehpad de sa ville natale à Rion-des-Landes, à l'âge de 86 ans.

### Hommages
La chaine France 3  propose le dimanche 12 janvier 2025 un documentaire inédit intitulé Maïté, une femme de son temps.

## Carrière audiovisuelle

### À la télévision

#### Émissions
- 1983-1997 : La Cuisine des mousquetaires sur FR3 Aquitaine (1983-1991) / FR3 (1991-1992) puis France 3[6] (1992-1997) : coanimatrice avec Micheline Banzet-Lawton
- 1997-1999 : À table ! sur France 3 : animatrice
- 1997 : C'est pas sorcier sur France 3 : intervenante dans l'émission Le cèpe à sorcier
- 2002 : Vis ma vie sur TF1 : participante (« Maïté en thalassothérapie »)
- 2003 : Nice People sur TF1 : invitée
- 2004- ? : Les 400 goûts sur Escales puis Cuisine.TV : commentatrice
- 2004 : Ma nounou est une célébrité sur M6 : participante[31]
- 2005 : Oui chef ! sur M6 : invitée
- 2006 : Chef, la recette ! sur M6 : invitée
- 2007 : À table avec les politiques, documentaire de Frédéric Lepage sur France 3 : intervenante[32]

#### Publicités
- 1996, 1998, 1999 : Bonux (lessive)
- 2005 : Rondelé (fromage)
- 2008 : William Saurin (bœuf bourguignon, cassoulet)

### À la radio
- 1996-1997 : Du rire à la table sur Sud Radio : coanimatrice avec Bernard Mabille
- 1997-1998 : Les recettes de Maïté sur Sud Radio[33] : animatrice
- 2023 : La Recette de Maïté sur France Bleu Gascogne : animatrice

## Filmographie

### Cinéma
- 1995 : Le Fabuleux Destin de madame Petlet de Camille de Casabianca : Janine Petlet, la nourrice
- 1998 : 
  - Que la lumière soit ! d'Alex Joffé : Dieu l'infirmière
  - La Classe de neige de Claude Miller : elle-même, dans son émission À table !
- 2000 : Kitchendales de Chantal Lauby : elle-même
- 2008 : Mia et le Migou de Jacques-Rémy Girerd : voix

### Télévision

#### Série
- 1995 : Van Loc : un grand flic de Marseille (épisode « Victoire aux poings ») : Emma Briant

#### Téléfilms
- 2001 : Victor, maître de chantier : La Baie de l'archange de David Delrieux : Mama Saucia
- 2005 : L'Homme qui voulait passer à la télé d'Amar Arhab et Fabrice Michelin : Geneviève

## Théâtre
- La pêche à la ligne avec Jacques Balutin et Gérard Hernandez[28].

## Publications
- La Cuisine des mousquetaires, tome 1, La Presqu'île, 1993.  (ISBN 2-87938-001-4)
- La Cuisine des mousquetaires, tome 2, La Presqu'île, 1994.  (ISBN 2-87938-010-3)
- La Cuisine des mousquetaires, tome 3, La Presqu'île, 1995.  (ISBN 2-87938-042-1)
- Maïté se met à table..., Mollat, 1997.  (ISBN 2-909351-10-6)
- C'est tout simple, Robert Laffont, 1998.  (ISBN 2-221-08544-2)
- La Cuisine de Maïté, Michel Lafon, 2001.  (ISBN 2-84098-851-8)
- La Cuisine d'Aquitaine, Michel Lafon, 2001.  (ISBN 2-84098-714-7)

(Potée landaise — Soupe basque — Tourin de Bordeaux — Omelette aux cèpes — Foie gras — Confit de canard — Royans sauce piquante — Sauce béarnaise — Gâteau basque — Merveilles — etc.)
- La Cuisine d'Alsace, Michel Lafon, 2001.  (ISBN 2-84098-715-5)

(Fleischsuppe — Bretzels — Pain aux épices — Terrine boulangère — Coq au riesling — Matelote alsacienne — Beignets de fleurs de sureau — Charlotte fermière aux pommes — Kougelhopf — etc.)
- La Cuisine de Bretagne, Michel Lafon, 2001.  (ISBN 2-84098-713-9)

(Potage aux marrons de Redon — Soupe de sarrasin — Choucroute bretonne — Cotriade de homard — Mouclade — Sauté de dinde au cidre — Artichauts à l'armoricaine — Galettes — Crêpes — Fars — etc.)
- La Cuisine du Languedoc, Michel Lafon, 2001.  (ISBN 2-84098-716-3)

(Soupe de poissons languedocienne — Tapenade — Fabouade de Nîmes — Empastat cathare — Cassoulet — Gardianne de taureau au vin blanc — Pouteille du Gévaudan — Curbelets de Pâques — Flaunes — Pescajonne — Vin de Guguier — Vin de pêche — Liqueur de genièvre — etc.)
- La Cuisine lyonnaise, Michel Lafon, 2001.  (ISBN 2-84098-712-0)

(Soupe de fanes de radis — Rissoles du Bugey — Gâteau de foies blonds — Pot-au-feu des vignerons — Poule de Bresse demi-deuil — Sabodet — Tablier de sapeur — Quenelles de brochet Nantua — Cardon en sauce — Paillassons — Bugnes de Mardi gras — Délicieux lyonnais — Matefaim — etc.)
- La Cuisine provençale, Michel Lafon, 2001.  (ISBN 2-84098-711-2)

(Pissaladière — Soupe de favouilles — Daube provençale — Tian de pommes de terre provençal — Anchoïade — Rouille — Artichauts à la barigoule — Panisses — Ratatouille — Calissons — Fougassettes — Pérade — etc.)
- Les Desserts de Maïté, Michel Lafon, 2004.  (ISBN 2-7499-0006-9)
- Terrines, pâtés, gibiers et spécialités en bocaux, Michel Lafon, 2004.  (ISBN 2-7499-0174-X)

## Vidéographie
- Plat du jour (VHS)
- Repas de fêtes gasconnes 1 (VHS)
- Repas de fêtes gasconnes 2 (VHS)
- Volailles (VHS)
- Poissons 1 (VHS)
- Poissons 2 (VHS)
- Coquillages et crustacés (VHS)
- Spécialités de Maïté (VHS)
- Bêtises (VHS)

## Musique
- 1995 : Maïté et Michel Etcheverry, À la tienne Maïté ! (Marcel Dabadie / Michel Etcheverry / Jacques Ballue), Agorila (AG CD 84)[34]

## Distinction
- 1995 : prix d'interprétation au Festival de Valence pour Le Fabuleux Destin de madame Petlet[35].

## Dans la culture populaire

### Analyse
Dans un article publié en juillet 2022, le journaliste du Monde Stéphane Davet voit dans l'avènement télévisuel de Maïté « la préfiguration d'une réhabilitation de la cuisine simple, de terroir et de proximité, qui s'incarne par la suite dans l'essor de la bistronomie et la réussite médiatique de Jean-Pierre Coffe, Jean-Luc Petitrenaud, Julie Andrieu ou Mory Sacko ».

### Évocation et parodies
- Les humoristes des Nous Ç Nous ont écrit plusieurs sketches parodiant les émissions de Maïté, dont La Cuisine des moustiquaires et Urgence : Maïté et Micheline, avec Éric Massot dans le rôle de Micheline et Éric Collado dans le rôle de Maïté[36].
- A la fin des années 1990, son personnage apparait sous la forme d'une marionnette nommée « Mamikette » dans l'émission pour la jeunesse Les Minikeums sur France 3[37].
- En 2024, l'humoriste Jérôme Commandeur propose une parodie de La Cuisine des mousquetaires dans son émission Le Monde magique de Jérôme Commandeur diffusée sur Canal+[38].